# حقل إبسيلون النفطي
حقل نفط إبسيلون هو حقل نفطي يقع في بحر إيجة قرب جزيرة ثاسوس اليونانية، اكتشف الحقل عام 2000 وهو يبعد حوالي 4 كيلومترات شمال غرب حقل حقل برينوس النفطي، بدأ الإنتاج من الحقل عام 2010، وتقدر احتياطيات الحقل بنحو 30 مليون برميل نفط فيما يبلغ حجم الإنتاج من الحقل نحو 2,000 برميل يوميا.

## مصدر
1. ↑  "حقل نفط إبسيلون". offshore-technology.com. 2010. مؤرشف من الأصل في 2018-09-24. اطلع عليه بتاريخ 2011-01-03.